# Белый Раст (село)
Белый Раст — село в Дмитровском районе Московской области, в составе городского поселения Икша. До 2006 года Белый Раст был центром Белорастовского сельского округа. В селе действует церковь Михаила Архангела, построенная в 1879 году архитектором Сергеем Владимировичем Соколовым.

## Расположение
Село расположено в юго-западной части района, примерно в 22 км юго-западнее Дмитрова, у истоков малой речки Саморядовка (левый приток реки Учи), высота центра над уровнем моря 218 м. Ближайшие населённые пункты — Никольское на западе, Зараменье на севере и Кузяево на востоке. У северной окраины села проходит автодорога А107 (Московское малое кольцо).

## Население
| 2002 | 2006 | 2010 |
| ---- | ---- | ---- |
| 134  | ↗148 | ↘141 |

## История
В 1766 году в селе Белый Раст Московского уезда Озерецкой волости проживало 179 жителей. Село было владением Коллегии экономии, ранее Синодального ведомства.
В 1852 году в селе было 86 дворов (307 мужчин, 312 женщин). Сельское управление.
В 1859 году в селе насчитывалось 113 дворов (301 мужчина, 360 женщин), сельское правление.
В 1890 году село Белый Раст Московского уезда Озерецкой волости 6-го стана насчитывало 471-го жителя.
В 1899 году — 483 жителя, земское училище.
В 1911 году — 99 дворов.
В 1926 году село Белый Раст Белорастовского сельсовета Трудовой волости Московского уезда насчитывало 128 крестьянских дворов, 12 прочих. 640 жителей (264 мужчины и 376 женщин). Сельсовет. Школа I ст.
С 4 по 8 декабря 1941 года село было местом ожесточённых боев частей 64-й морской стрелковой бригады и 24-й танковой бригады 20-й армии. Село Белый Раст было превращено немцами в сильный опорный пункт, который обороняли более полка 23-й пехотной дивизии при поддержке танков, артиллерии и миномётов.
В боях за Белый Раст отличилась группа моряков под командованием младшего политрука Алексея Леоновича Дуклера. 5 декабря 1941 года противотанковая батарея 57-мм противотанковых пушек ЗИС-2 под командованием старшего лейтенанта П. И. Анохина и военкома младшего политрука А. Л. Дуклера внезапно выдвинулась на позицию у окраины села и открыла огонь всеми орудиями по скоплению вражеских танков и автомашин в его центре. Выполнив задачу, батарея стала отходить. Орудие старшины 1-й статьи Георгия Литвинова, с которым осталась группа политрука Дуклера, прикрывало отход, продолжая вести огонь, и оказалось в окружении. 23 оставшихся моряка захватили каменный дом, стоявший на краю села, закатили в него пушку и заняли круговую оборону. Им удалось продержаться до ночи, несмотря на устроенный немцами пожар, отбив несколько атак противника и подбив ещё два танка. С наступлением темноты оставшиеся в живых моряки отошли к своим. Местным жителям удалось найти и сохранить то самое орудие моряков № 115, и после войны они передали его в Центральный военно-морской музей в Ленинграде.

## Транспорт
Бе́лый Раст — железнодорожная станция Большого кольца Московской железной дороги на участке Поварово II — Икша, расположенная в Дмитровском городском округе Московской области.

## Достопримечательности
С 1879 года в селе действует церковь Михаила Архангела, памятник архитектуры. В советское время церковь не закрывали. Во время Великой Отечественной войны восточная стена церкви была разрушена разорвавшимся снарядом. В 1950-е годы церковь была восстановлена, в ней совершаются регулярные богослужения.
В 1942 году в селе группа военных моряков под руководством А. Л. Дуклера установила памятник на братской могиле: «Здесь похоронены солдаты, матросы, сержанты, старшины и офицеры 64-й отдельной морской стрелковой и 24-й танковой бригад, погибшие в боях с немецко-фашистскими захватчиками в декабре 1941 году». Он стал одним из первых мемориалов защитникам Москвы.
Установлен обелиск военным морякам (архитектор А. Ястребов).
- Церковь Михаила Архангела.
- Памятник на братской могиле солдат и офицеров 64-й отдельной морской стрелковой и 24-й танковой бригад в селе Белый Раст.
- Мемориальная стена в селе Белый Раст.